# 石望镇
石望镇，是中华人民共和国广东省阳江市阳春市下辖的一个乡镇级行政单位。

## 行政区划
石望镇下辖以下地区：
石望社区、交明村、交岗村、和民村、竹步村、建设村、中垌村、石望村、新和村、简东村和简明村。